# Ørslev Sogn (Kalundborg Kommune)
 For alternative betydninger, se Ørslev Sogn. (Se også artikler, som begynder med Ørslev Sogn)
Ørslev Sogn er et sogn i Kalundborg Provsti (Roskilde Stift).
I 1800-tallet var Solbjerg Sogn anneks til Ørslev Sogn. Begge sogne hørte til Løve Herred i Holbæk Amt. Ørslev-Solbjerg sognekommune indgik i 1966 - 4 år før kommunalreformen i 1970 - i Høng Kommune, der ved strukturreformen i 2007 indgik i Kalundborg Kommune.
I Ørslev Sogn findes Ørslev Kirke.
I sognet findes følgende autoriserede stednavne:
- Jydehøj (bebyggelse)
- Kragerup (bebyggelse)
- Kragerup By (bebyggelse, ejerlav)
- Kragerupgård (landbrugsejendom)
- Kragerupgård hgd. (ejerlav, landbrugsejendom)
- Kragevig (bebyggelse)
- Krogager Gårde (bebyggelse)
- Nybro (bebyggelse)
- Nyrup (bebyggelse)
- Rugskov (bebyggelse)
- Råmose (bebyggelse)
- Tollemose (bebyggelse)
- Ørslev (bebyggelse)
- Ørslev By (bebyggelse, ejerlav)